# Siclo

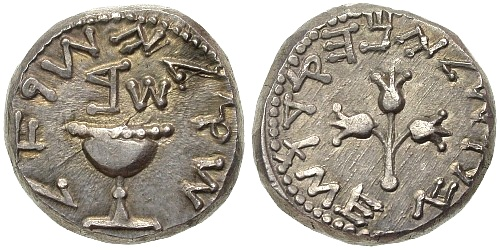
Siclo de plata de la primera guerra judeo-romana

El siclo (en sumerio giĝ4, en acadio  𒅆𒅗𒇻 šiqlu o shiqlu, fenicio 𐤔𐤒𐤋 šql en hebreo  שקל shéqel) es una antigua unidad monetaria y de peso utilizada en el Oriente Próximo y en Mesopotamia. El uso de la palabra data del año 2150 a. C., durante el Imperio acadio. Generalmente se entiende por siclo una unidad hebrea que tenía diversos valores dependiendo de la fecha y la región. Se citan masas de entre 9 y 17 gramos y son comunes valores de 11, 14 y 17 gramos. Puede ser una moneda de oro o plata de ese peso.

## Etimología
Tradicionalmente en español se le ha denominado «siclo», que deriva del latín siclus, y este del hebreo shéqel; aunque en la actualidad es más habitual la denominación «séquel», con su plural «séqueles».

## Primeras alusiones
En la Biblia se menciona varias veces esta moneda, por ejemplo:
- el precio de venta de la tumba de Sara y de los patriarcas, que Abraham compró a Efrón, por "400 siclos";
- el precio de venta de José por parte de sus hermanos a la caravana de mercaderes, que fue de 20 siclos de plata.

Se piensa que las «30 monedas de plata» asignadas a Judas Iscariote a cambio de la entrega de Jesús de Nazaret pudieron ser siclos de Tiro.
En la Biblia también aparece como unidad de peso, en el segundo libro de Samuel, capítulo 21, versículo 16: Yisbi, hijo de Nob, era un campeón de los descendientes de Rafá; su lanza pesaba trescientos siclos de bronce y ceñía una espada nueva. Se propuso matar a David,. Los trescientos siclos podrían pesar de 2'7 a 5'1 Kg.

## Historia moderna
En 1980, el siclo o séquel reemplazó a la lira como divisa de Israel. Posteriormente, en 1985, el séquel fue sustituido por el actual nuevo séquel o nuevo siclo. Mil séqueles antiguos equivalen a un séquel nuevo.